# Manfred Bilke
Manfred Bilke (* 21. Juli 1890 in Breslau; † unbekannt) war ein deutscher Verwaltungsjurist. Er war von 1933 bis 1936 Landrat des Landkreises Oschersleben.

## Leben
Nach dem Schulbesuch studierte er Rechtswissenschaften und promovierte 1923 an der Universität Breslau zum Dr. jur. Zwischen 1914 und 1918 nahm er am Ersten Weltkrieg teil. Danach erhielt er eine Anstellung beim Märkischen Verband ländlicher
Arbeitgeber für die ganze Provinz Brandenburg. 1924 erfolgte seine Ernennung zum Syndikus im Kreis Jüterbog.
Zum 1. September 1931 trat er der NSDAP bei (Mitgliedsnummer 645.540). Nach der „Machtergreifung“ der Nationalsozialisten erfolgte am 30. Mai 1933 seine vertretungsweise Einsetzung als Landrat im Kreis Oschersleben der preußischen Provinz Sachsen. Zum 15. Juni 1933 übernahm er kommissarisch und im November 1933 endgültig dieses Amt. 1935 wurde er zunächst beurlaubt und im Juli 1936 einstweilig in den Ruhestand versetzt und an die Preußische Bau- und Finanzdirektion in Berlin überwiesen, wo er mit Jahresbeginn 1942 im Alter von 51 Jahren endgültig in den Ruhestand versetzt wurde. In Berlin war er während des Zweiten Weltkrieges Vorsitzender des Deutschen Salzverbandes und Mitglied der Kaiser-Wilhelm-Gesellschaft zur Förderung der Wissenschaften.
Er war seit 1934 Mitglied der Akademie für deutsches Recht und im Aufsichtsrat der Oschersleben-Schöninger Eisenbahn-Gesellschaft, Braunschweig, Berlin.

## Schriften (Auswahl)
- Zur ländlichen Arbeiterfrage in Schlesien. Berlin [1923].
- Reden gehalten auf der ersten Kundgebung der Berufsgruppe Verwaltungsbeamte im Bund Nationalsozialistischer Deutscher Juristen am 14. September 1933 in Berlin von Dr. Hans Frank und Dr. Helmut Nicolai mit einer Einführung von Dr. Manfred Bilke und zwei Bildnissen. Berlin 1933.